# Petrus Petrejus
Petrus Petrejus (latinisering av Per Persson, som han själv skrev sig), född sannolikt omkring 1570, dödsår okänt, var en svensk krönikeskrivare och diplomat. 
Petrejus studerade i Marburg i början av 1590-talet och anställdes 1595 i hertig Karls kansli. Han sändes i diplomatiska uppdrag till Ryssland 1607, 1609 och 1611 och fick därigenom möjlighet att studera dess seder och politiska förhållanden. År 1615 sändes han till Danzig som agent och politisk kunskapare. 
På grundval av litterära studier och egna erfarenheter skrev Petrejus två arbeten om Ryssland. Det mindre, som han utgav under titeln Een wiss och sanfärdigh berättelse om några förändringar som i thesse framledhne åhr uthi storfurstendömet Muskow skedde äre (1608), handlar om den av de "falska Dimitrijerna" framkallade oredan. Det större, Regni muschovitici sciographia (sex böcker, 1615; av Petrejus verkställd tysk översättning, 1620), är en omfattande skildring av Ryssland i historiskt, statsrättsligt, kyrkligt, socialt, topografiskt och andra avseenden. Man överskattade länge originaliteten och värdet av detta arbete, som i själva verket är det till stora delar endast en ytlig bearbetning av tidigare Rysslandsskildringar (av Herberstein och Oderborn); mycket är också hämtat från den samtida krönikeskrivaren Bussow. Bearbetningen är dock gjord med talang, och Petrejus fann plats också för självständiga iakttagelser, återgivna med en viss grov humor. 
Petrejus utgav dessutom Een kort och nyttig chrönica om allo Swerikis och Göthis konungar... (1611; nya upplagor 1614 och 1656), huvudsakligen stödd på Johannes Magnus kända arbete. Petrejus redogörelse för sin beskickning till Danzig 1615 är tryckt av Samuel Clason i "Historisk tidskrift" 1900.